# Union Canal Tunnel
Der Union Canal Tunnel ist ein 180 m langer Schiffstunnel des Union Canal bei Lebanon in Pennsylvania in den Vereinigten Staaten. Der Tunnel wurde von 1825 bis 1827 gebaut und gilt als ältester erhaltener Tunnel eines Transportweges des Landes. Der noch ältere Schuylkill Navigation Tunnel wurde 1857 aufgeschlitzt und somit zu einem Einschnitt umgebaut.

## Geschichte
William Penn, der Gründer von Pennsylvania, schlug bereits 1690 einen 130 km langen Kanal vor, der Reading mit Middletown verbindet und so eine Wasserstraße vom Susquehanna River nach Philadelphia schaffen würde. Die Vermessung des Kanals erfolgte in den Jahren 1762 bis 1770, was den Kanal zum ersten vermessenen im Lande machte. Der Tunnel wurde in den Jahren 1825 bis 1827 durch die Union Canal Company of Pennsylvania erstellt. Für die Grabarbeiten wurden Schaufel und Spitzhacke verwendet, die Sprengungen waren eher ungenau. Der Tunnel durchstösst den Hügel bei der Wasserscheide des Union Canals. Die Schiffer stakten die Kähne durch den Tunnel während die Maultiere, die zum Treideln der Boote benutzt wurden, über den Berg geführt wurden.
Der ursprünglich 220 m lange Tunnel wurde 1853 auf 180 m Länge gekürzt als der Kanal für größere Schiffe ausgebaut wurde. Er wurde zu seinen besten Zeiten von bis zu 100 Passagierbooten und Frachtkähnen benutzt. Nachdem der Kanal mehr und mehr Konkurrenz durch Bahnstrecken erhalten hatte und 1826 ein Hochwasser die Wasserhaltung zerstört hatte, wurde der Kanal 1884 stillgelegt.
Ein Großteil des Landes im Besitz der Kanalgesellschaft wurde an Eisenbahnen verkauft, die ihre Strecken auf dem Treidelpfad bauten oder den Kanal zuschütteten und darauf Gleise verlegten. In den 1930er-Jahren wurde man sich des Tunnels bewusst und begann mit Renovationsarbeiten. Die Lebanon County Historical Society kaufte das Gelände um den Tunnel, um den Union Canal Tunnel Park zu errichten. Sie baggerte den Kanal Ende der 1990er-Jahre im Bereich des Tunnels wieder aus, sodass er ab der Sommersaison 2001 wieder mit einem Kanalboot befahren werden konnte.